# Gråbokapuschongfly
Gråbokapuschongfly (Cucullia fraudatrix) är en fjärilsart som beskrevs av Eduard Friedrich Eversmann 1837. Gråbokapuschongfly ingår i släktet Cucullia och familjen nattflyn. Enligt den finländska rödlistan är arten nära hotad i Finland. Arten är reproducerande i Sverige. Artens livsmiljö är ruderatmarker, vägrenar och banvallar. Inga underarter finns listade i Catalogue of Life.

## Bildgalleri

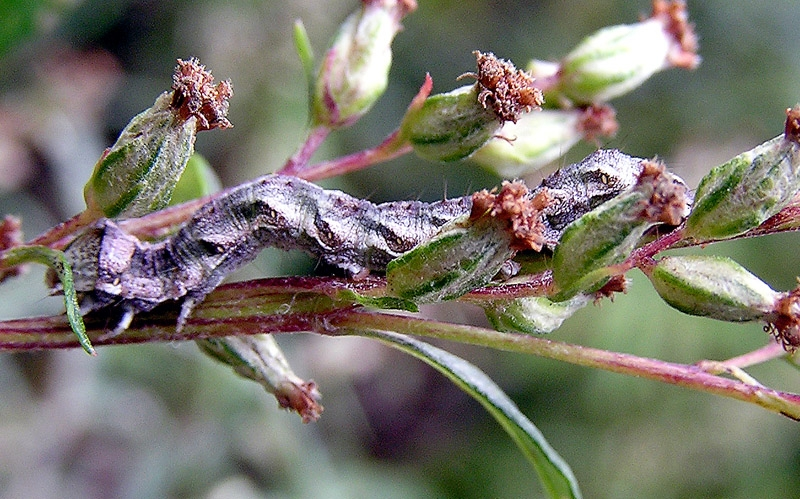